# Les plages d'Agnès
Les plages d'Agnès è un documentario del 2008 diretto da Agnès Varda.

## Trama
La regista documenta un viaggio, quello dentro il proprio lavoro, incominciando da effetti ottici complessi e ottenuti soltanto con l'ausilio di specchi sulla spiaggia, specchi che cambiano lo sguardo o incorniciati diventano immagini che si fondono in modo surreale con lo sfondo richiamando lo stile di Magritte, suo connazionale. Varda interpreta se stessa penetrando nella sua opera che diventa scenografia lasciando crepe sul presente. L'infanzia stessa e la propria famiglia diventano cinema, i genitori, i giochi con le sorelle e i fratelli nel barcone rifugio e strumento di fuga all'epoca della guerra mondiale. Non v'è nostalgia, come la stessa Agnes dice, in effetti è più che altro la sua vita  che ha trovato nel cinema il suo significato e la sua zona vitale. V'è il suo ritrovare le radici sparse per il mondo esemplarmente espresso in Oncle Yanco, il collegamento tra la sua rive gauche della Nouvelle Vague e quella dei Cahiers du cinéma, dal quale nasce la produzione, grazie al Godard di Fino all'ultimo respiro, prima di Lola - Donna di vita, del compagno Jacque Demy, poi della sua Cleo dalle 5 alle 7. Il mondo del cinema è quello privato, dove stanno i suoi attori, i  compagni registi come Chris Marker, i propri figli figli, e Jacques Demy, la cui morte per una malattia allora tabù viene presentata, parlandone per la prima volta in questo film, con una lentezza che che diventa legame intenso con la natura, dove il dettaglio della pelle è spiaggia e viceversa.

## Tematica della morte
In un lungo articolo di Jean-Marie Samocki su Cahiers du cinéma viene approfondita l'ambiguità tra la luce della vitalità e la malinconia del dolore e della malattia. Il disegno della morte su una carta dei tarocchi in Cleo dalle 5 alle 7 è la vittoria del cancro o la necessità di un cambiamento interiore? In Les plages d'Agnes con la malattia di Jacques si perde ogni dilemma e possibilità di cambiamento.

## Accoglienza
È stato scritto che nonostante la disomogeneità dei luoghi-ricordo che vengono presentati l'immagine che resta nello spettatore è nitida. «Tramite un immenso e minuzioso lavoro di montaggio, Varda raggiunge infatti un equilibrio sottile bilanciando la tendenza all’ecfrasi con la sua capacità affabulatoria».